# Wolfsmünster
Wolfsmünster ist ein Gemeindeteil der Gemeinde Gräfendorf im unterfränkischen Landkreis Main-Spessart in Bayern.

## Geographie

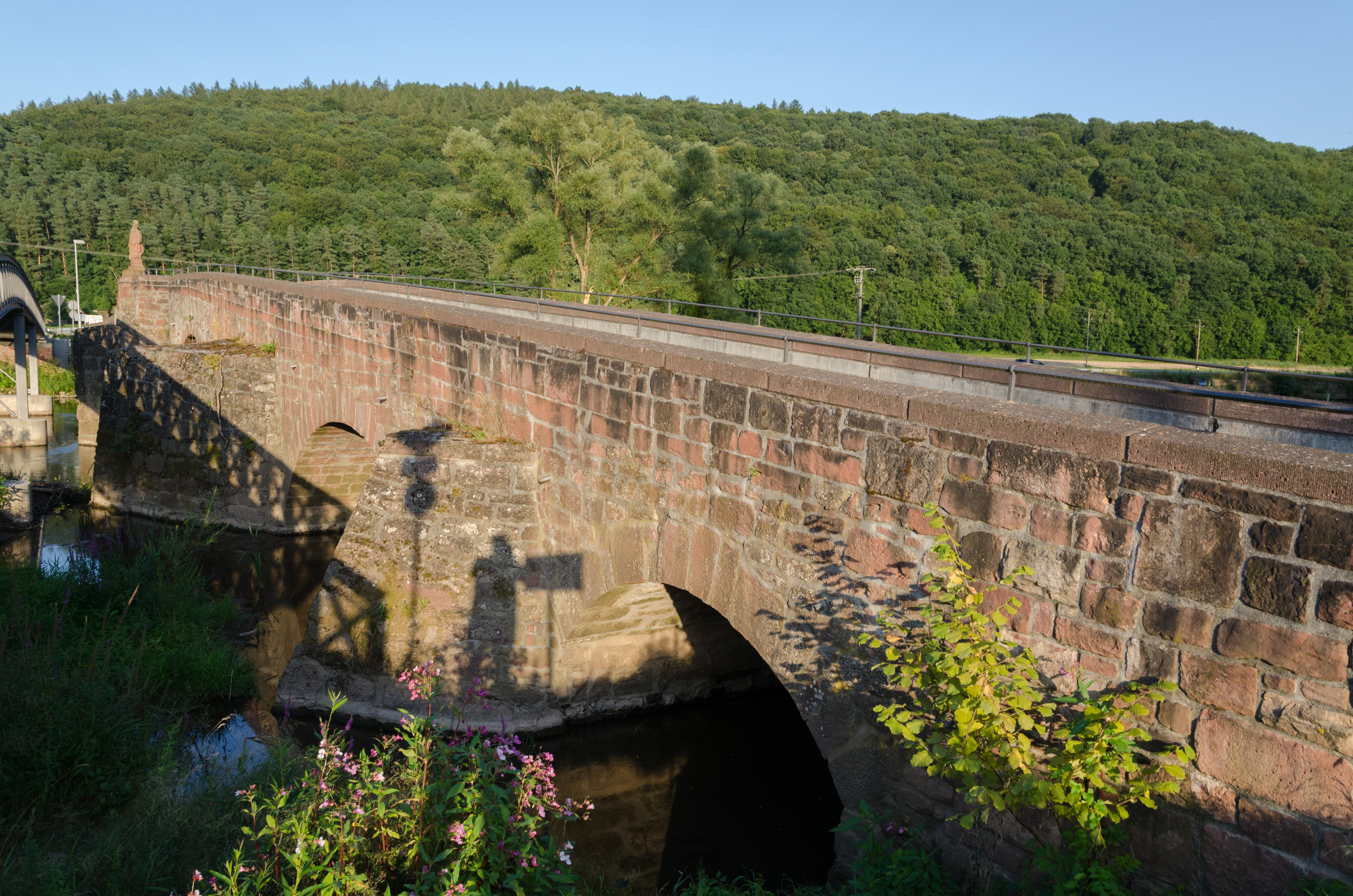
Saalebrücke in Wolfsmünster

Das Pfarrdorf liegt auf 169 m ü. NHN am rechten Ufer der Fränkischen Saale. Durch Wolfsmünster verläuft die Staatsstraße 2302 von Gräfendorf nach Schönau und die Bahnstrecke Gemünden–Bad Kissingen. In Wolfsmünster steht das Thüngenschloss von 1584.

## Name
Der ursprüngliche Name Baugolfszell geht auf den Abt Baugulf († 815) vom Kloster Fulda zurück. Der Ortsname wandelte sich über Baugolfszell, Baugolfsmünster, Bolsmünster zu Wolfsmünster.

## Baudenkmäler
In Wolfsmünster stehen 35 Objekte unter Denkmalschutz, siehe Liste der Baudenkmäler in Wolfsmünster.